# Tungawan
Tungawan (Bayan ng Tungawan) är en kommun i Filippinerna. Kommunen ligger på ön Mindanao, och tillhör provinsen Zamboanga Sibugay. Folkmängden uppgår till 33 194 invånare.

## Barangayer
Tungawan är indelat i 25 barangayer.
| - Baluran - Batungan - Cayamcam - Datu Tumanggong - Gaycon - Langon - Libertad (Pob.) - Linguisan - Little Margos - Loboc - Looc-labuan - Lower Tungawan - Malungon | - Masao - San Isidro - San Pedro - San Vicente - Santo Niño - Sisay - Taglibas - Tigbanuang - Tigbucay - Tigpalay - Timbabauan - Upper Tungawan |